# Knooppunt Zurich
Der Knooppunt Zurich ist ein Autobahndreieck in der niederländischen Provinz Friesland südlich des Ortes Zurich am östlichen Ende des Abschlussdeichs. Es verbindet den Rijksweg 7 (A7/N7: Zaandam–Den Oever–Heerenveen–Groningen) mit dem  Rijksweg 31 (A31/N31: Zurich – Leeuwarden – Drachten).
Benannt ist der Knoten nach dem 170-Einwohner-Dorf Zurich, etwa 8 Kilometer südlich von Harlingen, das 1,4 Kilometer nördlich des Dreiecks liegt.

## Geschichte
Bereits am 25. September 1933 wurde eine Straße im Bereich der heutigen A7 auf dem Abschlussdeich und im Bereich des heutigen Knotens bis nach Zurich eröffnet. Im Februar 1938 wurde der östlich des heutigen Dreiecks gelegene einspurige Abschnitt bis nach Harkezijl freigegeben. Mitte 1975 wurde die Straße auf zwei Fahrstreifen pro Richtung ausgebaut und bekam ihren heutigen Namen. Am 3. Dezember 1975 wurde dann die N31 zwischen dem Knooppunt Zurich und Zurich und damit auch das Dreieck für den Verkehr freigegeben. Obwohl der Knoten zu dem Zeitpunkt schon vollständig in Betrieb war, wurde er erst 1976 als Knooppunt Kop Afsluitdijk offiziell eröffnet.
Bis Ende 2005 wurde das A31/A31 Teilstück zwischen Zurich und Harlingen vierspurig ausgebaut.

## Bauform
Das Autobahndreieck ist hauptsächlich in der sogenannten Dreiecksform gebaut, was auch als halbes Malteserkreuz bezeichnet wird. Anders als bei den meisten Autobahndreiecken dieser Bauart ist das Dreieck sehr weitläufig gestaltet, was dadurch deutlich wird, das die östlichen Verbindungsrampen von Sneek Richtung Harlingen und umgekehrt fast 2 Kilometer lang sind. Die Verbindungsrampe von Den Helder Richtung Harlingen ist zweispurig ausgebaut, die Verbindung von Harlingen Richtung Den Helder ist bis unmittelbar vor der Einmündung in die A7 zweispurig, wird aber dann einspurig. Die anderen Verbindungsrampen sind allesamt einspurig.
Im Dreieck befindet sich zudem die Ausfahrt Zurich, jeweils in und aus beiden Richtungen der A7 und aus und in Richtung Norden der A31. Über die Ausfahrten kann die Raststätte mit Tankstelle und die Bushaltestelle, die im Knoten liegt, erreicht werden.
Die A7 sowie die N31 sind jeweils im Bereich des Autobahndreiecks vierspurig ausgebaut. Unmittelbar westlich des Dreiecks liegt die Nordsee, die aber von den Straßen im Knoten aus nicht sichtbar ist, da sie durch die hohen Küstendeiche verdeckt wird. Am westlichen Ende des Dreiecks beginnt der Abschlussdeich.